# RailLexic
RailLexic ist ein vielsprachiges Fachwörterbuch für Begriffe aus dem Eisenbahnwesen.

## Herausgeber
Das Wörterbuch wird vom Internationalen Eisenbahnverband (UIC) herausgegeben und fortgeschrieben. In dessen Rahmen arbeitet eine Terminologie-Arbeitsgruppe, die von einem von der UIC angestellten Terminologen geleitet wird. Die Gruppe besteht aus 30 Kontaktpersonen mit 20 Ausgangssprachen aus 22 Staaten. RailLexic wird in Zusammenarbeit mit der Organisation für die Zusammenarbeit der Eisenbahnen (OSShD) und der Internationalen Organisation für Normung (ISO) erstellt.

## Geschichte
Vorläufer war ein als „AGCS-Wörterbuch“ bezeichnetes Nachschlagewerk, das aus einer Gemeinschaftsarbeit von UIC und OSShD hervorgegangen war. RailLexic begann seine Arbeit auf der Grundlage von Deutsch und Französisch, nicht Englisch. Erst später entschied die Generalversammlung der UIC, dass alle technischen Dokumente der Organisation Englisch zur Ausgangssprache haben sollten, was dann ins Deutsche und Französische übersetzt wird. Heute erstreckt sich RailLexic über 23 Sprachen, zuletzt kam 2017 Türkisch hinzu.

## Stand
RailLexic ist eine Datenbank, die heute (Stand 2018) in der Version 5.0 vorliegt. Das Wörterbuch enthält nicht nur Übersetzungen, sondern auch Erläuterungen zu Grammatik, Bedeutungsvarianten und Verwendung der einzelnen Begriffe. RailLexic enthält in den drei Arbeitssprachen der UIC (Französisch, Deutsch und Englisch) 11.360 Begriffe und tausende von Varianten, im Deutschen insgesamt 20.241 Varianten (Stand: 2017). Die derzeit verwendeten 23 Sprachen sind:
- Arabisch
- Dänisch
- Deutsch
- Englisch
- Esperanto
- Farsi
- Finnisch
- Französisch
- Italienisch
- Japanisch (wird gerade eingearbeitet)
- Niederländisch
- Norwegisch
- Polnisch
- Portugiesisch
- Rumänisch
- Russisch
- Schwedisch
- Serbisch
- Slowakisch
- Spanisch
- Tschechisch
- Türkisch
- Ungarisch

Vorbereitet wird derzeit, auch Chinesisch in RailLexic einzuarbeiten.
Aus der Umstellung des Wörterbuchs auf Englisch als Referenzsprache ergibt sich das Problem, dass ein Teil der Aktivitäten im Eisenbahnwesen in englischsprachigen Ländern nicht stattfindet, etwa im Hochgeschwindigkeitsverkehr oder bei automatischen Spurwechselanlagen, und entsprechende Fachbegriffe deshalb nicht existieren. Problematisch ist weiter, dass die englische Sprache in zahlreichen, regional unterschiedlichen Varianten existiert. Zudem bewerten die Experten die französisch- und deutschsprachigen Fachbegriffe gegenüber den englischsprachigen als exakter, so dass in manchen Fällen doch diese als Grundlage für RailLexic verwendet werden.

## Projekte
Angestrebt wird die Möglichkeit, RailLexic auch auf Smartphones zur Verfügung zu stellen.